# كارول غيلبرت
كارول غيلبرت (بالإنجليزية: Carol Gilbert)‏ هي مُدرسة أمريكية، ولدت في 1947.